# Sierra de Gualchos-Castell de Ferro
Sierra de Gualchos-Castell de Ferro este o arie protejată (arie specială de conservare — SAC, sit de importanță comunitară — SCI) din Spania întinsă pe o suprafață de 724,86 ha, integral pe uscat.

## Localizare
Centrul sitului Sierra de Gualchos-Castell de Ferro este situat la coordonatele 36°43′28″N 3°23′13″W / 36.7244°N 3.387°V.

## Înființare
Situl Sierra de Gualchos-Castell de Ferro a fost declarat sit de importanță comunitară în aprilie 1999 pentru a proteja 13 specii de animale. Situl a fost protejat și ca arie specială de conservare în iulie 2020.

## Biodiversitate
Situată în ecoregiunea mediteraneană, aria protejată conține 6 habitate naturale: Tufărișuri termo-mediteraneene și de pre-deșert, Galerii și tufărișuri riverane sudice (Nerio-Tamaricetea și Securinegion tinctoriae), Peșteri inaccesibile publicului, Matorral arborescenți cu Zyziphus, Tufărișuri halo-nitrofile (Pegano-Salsoletea), Pseudostepă cu ierburi și specii anuale de Thero-Brachypodietea.
La baza desemnării sitului se află mai multe specii protejate:
- păsări (10): Aquila fasciata, caprimulg (Caprimulgus europaeus), șerpar (Circaetus gallicus), erete de stuf (Circus aeruginosus), șoim călător (Falco peregrinus), Galerida theklae, acvilă pitică (Hieraaetus pennatus), ciocârlie de pădure (Lullula arborea), Oenanthe leucura, silvie de tufiș (Sylvia undata)
- mamifere (2): liliac cu aripi lungi (Miniopterus schreibersii), liliacul mare cu potcoavă (Rhinolophus ferrumequinum)
- reptile (1): Mauremys leprosa

Pe lângă speciile protejate, pe teritoriul sitului au mai fost identificate 5 specii de plante, 2 specii de amfibieni, 1 specie de nevertebrate, 3 specii de reptile.